# Chiesa di Sant'Agostino (Castelbuono)
La chiesa di Sant'Agostino è un edificio religioso di Castelbuono.

## Storia
Aggregato religioso istituito dai religiosi Agostiniani riformati della «Congregazione Centuripina» o di Centorbi, in seguito transitata nell'Ordine agostiniano sotto il titolo del «Santo Patriarca San Giuseppe».

## Descrizione
La chiesa ha un impianto ad aula unica con quattro altari addossati alle pareti laterali dedicati rispettivamente:
- San Tommaso di Villanova,
- San Giuseppe, patrono dell'Ordine agostiniano,
- Santa Rita da Cascia
- Santissimo Crocifisso.

L'altare maggiore, dedicato a Sant'Agostino d'Ippona, fondatore dell'Ordine agostiniano, è decorato con una grande pala d'altare raffigurante Sant'Agostino che protegge i suoi figli spirituali sotto il piviale.